# Kundalini

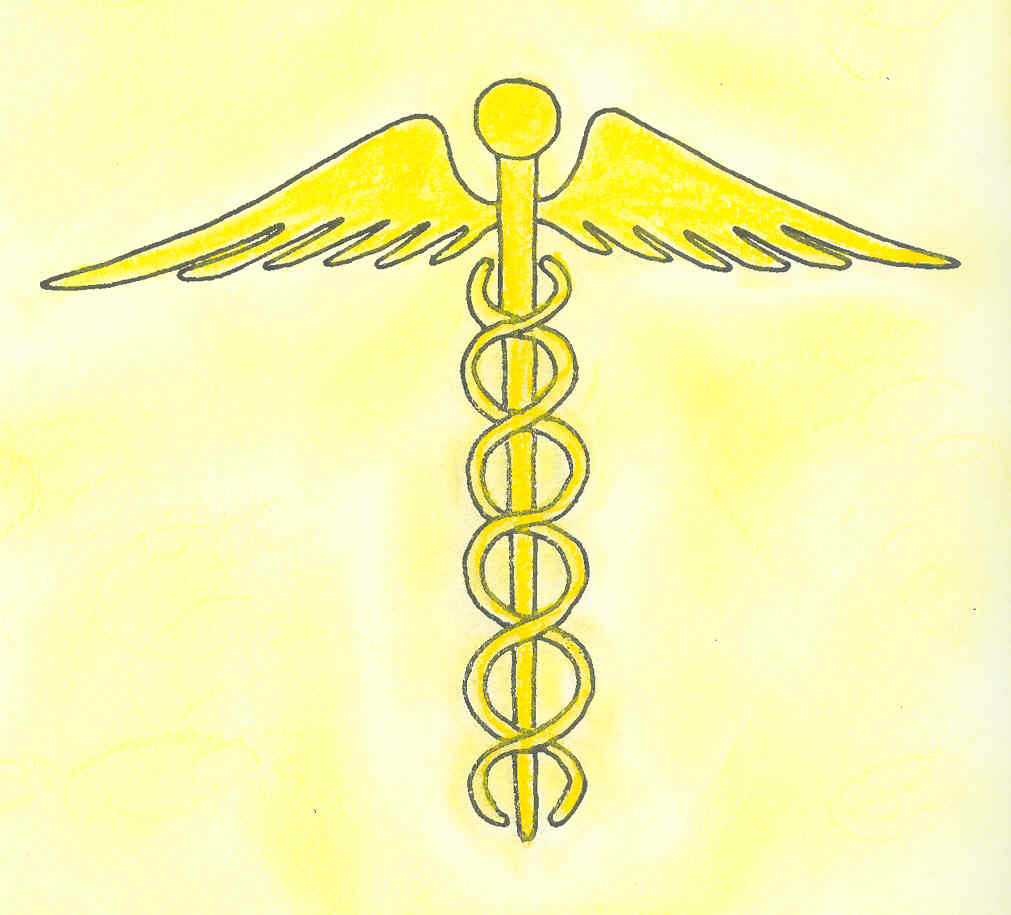
Symbole de la Kundalini, les deux serpents représentant Ida et Pingala autour de Sushumna, et les ailes représentant le déploiement de l'âme par l'ascension de ladite Kundalini.

Kuṇḍalinī (devanāgarī: कुण्डलिनी, du mot kuṇḍala signifiant « boucle d'oreille, bracelet, entouré en spirale ») est un terme sanskrit lié au Yoga qui désigne une puissante énergie spirituelle lovée dans la base de la colonne vertébrale. Chez l'homme ordinaire, la kuṇḍalinī demeure dans un état dit « de repos », elle est « endormie » dans le  chakra mūlādhāra, qui est la racine (mūla) de Suṣumṇā et de toutes les nāḍī. À cet endroit est situé le triangle (trikoṇa) avec la base en bas et le sommet en haut, appelé Traipura qui est le siège de la kuṇḍalinī. La kuṇḍalinī est enroulée trois fois et demie autour du linga symbolique de Shiva. Lorsque la kuṇḍalinī est « éveillée », par un processus initiatique complexe, elle pénètre à l’intérieur de sushumnā et, au cours de son ascension, « perce » les différents « lotus » qui s’épanouissent à son passage. Le but de l'éveil de la kuṇḍalinī est de conduire à la réalisation du Soi (moksha). En s'éveillant, la kuṇḍalinī monte le long de la colonne vertébrale depuis l'os sacrum jusqu'à la fontanelle, progressant d'un des sept chakras à l'autre afin de les harmoniser un à un par l'intermédiaire du canal sushumna.
La kuṇḍalinī est désignée comme « énergie cosmique », « énergie vitale » ou « énergie divine » selon les auteurs qui l'emploient et la tradition qui l'utilise. Elle est une forme de la shakti : le terme ancien, kuṇḍalinī shakti est issu du tantrisme. On trouve ce concept dans quelques upaniṣad mineures telle la Yoga Kuṇḍalinī Upanishad. Le déploiement de la kuṇḍalinī est utilisé dans certaines formes initiatiques, il accompagne la "délivrance" ou moksha, c'est-à-dire l'affranchissement de toute condition limitative et permet le passage de l'individuel (jiva) à l'universel (shiva).
Selon ce référentiel de croyances, l'éveil brutal ou mal accompagné de la kuṇḍalinī peut engendrer des troubles psychiques tels que la psychose.
Kuṇḍalinī est également l'épithète de la shakti de Shiva, « la Lovée », sous forme de serpent.

## Points de vue sur lakuṇḍalinī
Selon le guru indien, Ramana Maharshi, la kuṇḍalinī n'est rien d'autre que le Cœur.
Selon Lilian Silburn : « L'éveil de la kuṇḍalinī est, en quelque sorte, l'éveil de l'énergie cosmique qui gît, latente, en chaque être humain, une telle énergie étant à la source de tous les pouvoirs, de toute la force, de toutes les formes de vie dont il est capable. (...) Energie consciente, la kuṇḍalinī est à l'origine des deux courants qui régissent la vie : prāṇa, énergie vitale, et vīrya, efficience virile au sens large, le premier mettant l'accent sur l'aspect épanoui de l'énergie et le second sur son intensité adamantine. Ce sont les deux manifestations de la vitalité profonde (ojas) dont ils émanent avant de se fondre en une seule énergie à saveur unique (sâmarasya), béatitude propre à la fusion de la vie de l'instinct et de la vie intérieure et mystique. »
Selon Vivekananda, l'éveil de la kuṇḍalinī « peut être provoqué par diverses causes : l’amour pour Dieu, la grâce de sages qui ont atteint la perfection, la puissance de la volonté d’analyse du philosophe. Partout où il y a une manifestation quelconque de ce qu’on appelle généralement pouvoir surnaturel ou sagesse surnaturelle, c’est qu’un faible courant de kundalinî doit avoir réussi à pénétrer dans la sushumnâ. Mais, dans l’immense majorité des cas, les gens sont tombés sans le savoir sur un exercice qui a libéré une minuscule fraction de la réserve de kundalinî. Toute adoration religieuse conduit, consciemment ou non, à ce résultat. L’homme qui croit que ses prières sont exaucées ne sait pas que c’est sa propre nature qui en a produit la réalisation ; il ne sait pas que par l’attitude mentale de la prière il a réussi à éveiller une fraction de cette puissance infinie qui est « enroulée » en lui. Ainsi, ce que les hommes, dans leur ignorance, adorent sous des noms variés, dans la peur et les épreuves de toutes sortes, c’est, nous déclare ouvertement le yogin, la puissance véritable qui est emmagasinée en chaque être, la mère du bonheur universel, si nous savons seulement nous en approcher. »

## Sahaja Yoga
Selon la pratique spirituelle de méditation Sahaja Yoga, il est possible d’éveiller la kuṇḍalinī par une méthode proposée par Shri Mataji Nirmala Devi (1923-2011).

## Manifestations

### Montée de la Kundalini
La montée de la Kundalini provoque un ensemble de perceptions sensorielles, motrices, mentales et affectives. Selon Lilian Silburn : « Faire monter la Kuṇḍalinī avec succès n'est pas une tâche aisée : on ne peut se livrer à cette pratique sans un maître averti et sans avoir eu accès à l'intériorité ; car si une vie mystique profonde peut se développer sans la connaissance ou sans la pratique de l'ascension de la Kuṇḍalinī, il n'y a pas de pratique pleine et entière de cette ascension sans une vie mystique réelle ».

### Kuṇḍalinī yoga
- Gopi Krishna, Kundalini. Autobiographie d'un éveil (1970), trad., J'ai lu, coll. "L'aventure secrète", 2002.
- Satya Singh, Manuel du Yoga Kundalini, Éditions Marabout, 1996.  (ISBN 2-501-02137-1)
- Shakta Kaur Khalsa, Le Yoga pour les Femmes, Éditions Pearson Pratique, 2005.  (ISBN 2-7440-6123-9)
- Michel Manor, Kundalini yoga : La science de l'être total, Guy Trédaniel Éditeur,  (ISBN 2-85707-620-7)
- Carl Gustav Jung, Psychologie du yoga de la Kundalinî (1932), nouv. éd., Éditions Albin Michel,  (ISBN 978-2-226-15711-9). Ancien titre : Les énergies de l'âme. Séminaire sur le yoga de la kundalinî.
- Julius Evola, Le yoga tantrique : sa métaphysique, ses pratiques (1998), Éditions Fayard,  (ISBN 978-2-213-00255-2)

### Psychologie Analytique
- Marc Alain Descamps, L'eveil de la kundalini, Ed. Alphée, 2005
- Carl Gustav Jung Les Énergies de l'âme, Albin Michel  (ISBN 2-226-10492-5),
- Bernard Auriol, Yoga et Psychothérapie, 1977, Privat Ed., Toulouse [lire en ligne]
- Flamm H., Yoga et psychanalyse - Praxis - 5 août69 p. 972-973.
- Choisy M., Yoga et Psychanalyse, Mont-Blanc - Genève - 1949

### Kuṇḍalinī
- Carl Gustav Jung, Psychologie du yoga de la Kundalinî, 2005   (ISBN 2-226-15711-5)
- Avalon Arthur, La Puissance du Serpent. Introduction au tantrisme, Traduit par C. Vachon sur la 4e éd. Angl., Ganesh et Cie, Madras.1950, Dervy, Paris. Avalon est le grand découvreur occidental du tantrisme, des chakra.
- Lilian Silburn, La Kuṇḍalinī ou l'Énergie des profondeurs : étude d'ensemble d'après les textes du Śivaïsme non dualiste du Kaśmir, Paris, les Deux Océans, 1983, 266 p. (ISBN 2-86681-006-6, BNF 34758911, lire en ligne). Lilian Silburn est une grande spécialiste du tantrisme cachemirien et du bouddhisme.
- Lee Sannella, The Kundalini Experience. Psychosis or Transcendence ?, Lower Lake (California), Integral Publishing, 1991. Descriptions de diverses expériences.

### Wikisource
- Vivekananda, Râja-yoga ou Conquête de la nature intérieure, conférences faites en 1895-1896 à New York. Publications théosophiques, 1910